# Дејан Алексић
Дејан Алексић (1972)  српски је песник,  драмски  писац,  романописац  и стваралац књижевних  дела  за  децу.

## Биографија
Дипломирао   је   на   Одсеку   за   српску   књижевност   и   језик Филозофског факултета у Новом Саду.
Његове песме су уврштене у бројне зборнике и антологије, а превођен је на енглески, пољски, немачки, шпански, француски, словеначки, литвански и македонски језик.
Живи у Краљеву и ради као главни и одговорни уредник у Издавачкој делатности  Повеља, у Народној библиотеци „Стефан Првовенчани”.
Објавио је дванаест песничких збирки, књигу драма, један роман и преко двадесет књига за децу. Добитник је бројних значајнијих књижевних награда за поезију: „Васко Попа”, „Меша Селимовић”, Змајева награда Матице српске, „Бранко Миљковић”, Драинчева Награда, Награда САНУ из Фонда „Бранко Ћопић”, „Мирослав Антић”, „Ристо Ратковић”, Просветина награда, Матићев шал, Бранкова награда. Поезија Дејана Алексића превођена је на десетак европских језика, а посебне књиге песама објављене су на шпанском, пољском, француском, немачком, словеначком и македонском.
За роман Петља додељене су му је награде „Милош Црњански” и „Владан Десница”.
За драму Вина и пингвина 2010. године додељена му је Пекићева награда.
Као аутор књига за децу заступљен је у читанкама и обавезној лектири за основну школу. И у овој области награђиван је важним признањима: двоструки добитник награда „Политикин забавник” и „Невен”, награде „Душан Радовић”, награде Змајевих дечјих игара за изузетан допринос литератури за децу, награде Међународног сајма књига у Београду, „Плави чуперак”, „Змајев штап”, „Гордана Брајовић”, „Раде Обреновић”, Награде Града Ниша за књижевност за децу, „Гомионица”, Златно Гашино перо, Доситејево перо, Награде Радио Београда, Златни кључић Смедерева, као и међународних признања „Мали принц”(два пута) и White Raven.
Његове песме за децу представљају праве језичке игре које карактерише супротстављање појмова, персонификовање предмета и појава, као и груписање израза по звуку, при чему се гради јединствени сплет елемената баладичности, хумора, пародичности и игре изражених кроз занимљиве, неочекиване и свеже риме које подстичу машту, разиграност и смисао за лепо.

## Награде
- Дејан Алексић прима „Златни кључић”, октобар 2022Бранкова награда, за књигу песама Потпуни говор, 1996.
- Просветина награда, за књигу песама Свагдашњи час, 2000.
- Награда „Матићев шал”, за књигу песама Свагдашњи час, 2000.
- Награда Радио Београда, за причу „Наранџасти слон”, 2004.
- Књижевна награда „Политикиног Забавника”, за књигу Пустоловине једног зрна кафе, 2005.
- Награда „Невен”, за књигу Пустоловине једног зрна кафе, 2005.
- Награда „Гомионица”, за књигу Пустоловине једног зрна кафе, Бања Лука 2005.
- Награда „Бранко Миљковић”, за књигу песама После, 2005.
- Награда „Невен”, за књигу На пример, 2007.
- Награда „Бранко Ћопић”, за књигу песама Довољно, 2008.
- Награда Змајевих дечјих игара, за изузетан допринос савременом изразу у књижевности за децу, 2008.
- Награда „Златна струна”, за песму „Веће”, 2009.
- Награда „Борислав Пекић”, за рукопис драме Вина и пингвина, 2010.
- Награда „Меша Селимовић”, за књигу песама Једино ветар, 2012.[1]
- Награда „Дечја књига године” Београдског сајма књига, за књигу Кога се тиче како живе приче, 2013.
- Награда Доситејево перо, за књигу Кога се тиче како живе приче, 2013.
- Награда „Ристо Ратковић”, за књигу песама Бити, 2014.[2]
- Змајева награда Maтице српске, за књигу песама Бити, 2014.[3]
- Награда „Мали принц”, за роман Ципела на крају света, 2015.[4]
- Награда „Плави чуперак”, за роман Ципела на крају света, 2015.[5]
- Књижевна награда „Политикиног Забавника”, за роман Ципела на крају света, 2015.[6]
- Награда „Раде Обреновић”, за књигу Чудесни доживљаји Азбучка Првог у тридесет слова, 2015.
- Награда „Кондир Косовке девојке”, 2016.
- Награда Златно гашино перо, за целокупан књижевни опус за децу, 2016.
- Награда „Мирослав Антић”, за књигу песама Радно време раја, за 2018.[7]
- Награда „Васко Попа”, за књигу песама Радно време раја, за 2018.[8].
- Награда „Мали принц”, за књигу Драма у подруму госпође Јоје, 2020.
- Награда „Малени цвет” Града Ниша за најбољу књигу за децу, за књигу Драма у подруму госпође Јоје, 2020.[9]
- Награда „Милош Црњански”, за роман Петља, 2022.[10]
- Награда „Гордана Брајовић”, за књигу Мало-мало па слон, 2022.[11]
- Награда „Душан Радовић”, за књигу Мало-мало па слон, 2022.[12]
- Награда „Златни кључић”, за целокупно стваралаштво за децу, 2022.[13]
- Награда „Владан Десница”, за роман Петља, за најбољи роман објављен 2021. године, 2022.[14]
- Награда „Шушњар”, за књигу песама Уради сам, 2022.[15]
- Награда „Исмет Реброња”, за књигу песама Одавде се види, 2024.[16]
- Драинчева награда, за књигу песама Одавде се види, 2024.[17]

## Дела
Књиге песама
- Потпуни говор (1995)
- Доказивање сенке (1996)
- Свагдашњи час (2000)
- Собна митологија (2003)
- После (2005)
- Довољно (2008)
- Једино ветар (2011)
- Бити (2013)
- У добар час (2016)
- Радно време раја (2018)
- Уради сам (2021)
- Одавде се види (2023)

Књиге за децу
- Дугме без капута, (песме, 2002)
- Пустоловине једног зрна кафе (поема, 2004) награда „Политикин забавник”, награда „Невен”, награда Сајма књига у Бањалуци „Гомионица”
- Кад се разболео Петак (песме, 2006)
- На пример (песме, 2006) награда „Невен”
- Нежна песма о нежном ветру Дувољубу (поема, 2006)
- Божићна прича (поема, 2007)
- Музика тражи уши (кратке приче, 2008) награда Змајевих дечјих игара
- Игрокази (драмске етиде, 2009)
- Стижу блесе, чувајте се (песме, 2010)
- Кога се тиче како живе приче (кратке приче, 2013) награда Сајма књига у Београду, признање White Raven
- Ципела на крају света (роман, 2014) награда „Политикин забавник”, награда „Мали принц”, награда „Плави чуперак”
- Чудесни доживљаји Азбучка Првог у тридесет слова (роман, 2015) награда „Раде Обреновић”
- Бајке плене и са сцене (драмски текстови, 2016)
- Јануар у жирафи (песме, 2018)
- Драма у подруму госпође Јоје (поема, 2019) награда Града Ниша за најбољу књигу за децу, награда „Мали принц”
- Фарбање мора (песме, 2020)
- Мало-мало па слон (кратке приче, 2021) награда „Душан Радовић”, награда „Гордана Брајовић”, награда Златни кључић Града Смедерева

Драмски текстови:
- Вина и пингвина (2010)
- Игрокази за школске и остале приредбе, збирка кратких драмских текстова (2010)
- Ружно паче, дечја представа (2012)
- Ивица и Марица, дечја представа (2015)
- Једнобрки витез, дечја представа (2022)

Романи:
- Петља (2021)[18] награда „Милош Црњански”, награда „Владан Десница”